# Paulinus Costa
Paulinus Costa (1936 – 2015) là một Giám mục người Bangladesh của Giáo hội Công giáo Rôma. Ông nguyên là Tổng giám mục chính tòa Tổng giáo phận Dhaka và Chủ tịch Hội đồng Giám mục Bangladesh. Trước khi trở thành Tổng giám mục, ông còn kiêm nhiệm vị trí Giám mục chính tòa Giáo phận Rajshahi.

## Tiểu sử
Tổng giám mục Paulinus Costa sinh ngày 19 tháng 10 năm 1936 tại Rangamatia, thuộc Bangladesh. Sau quá trình tu học dài hạn tại các cơ sở chủng viện, ngày 21 tháng 12 năm 1963, Phó tế Costa, 27 tuổi, tiến đến việc được truyền chức linh mục, với phần nghi lễ được cử hành bởi Hồng y Krikor Bédros XV Agagianian, Thượng phụ Tòa Thượng phụ Cilicia, nghi lễ Armenian.
Sau hơn 33 năm thực hiện các nghi lễ tôn giáo với thẩm quyền của một linh mục, ngày 11 tháng 1 năm 1996, với tin tức loan báo từ Tòa Thánh về việc tuyển lựa của Giáo hoàng, chọn linh mục Paulinus Costa, 63 tuổi, vào hàng ngũ giám mục đoàn công giáo hoàn vũ, với vị trí được trao phó là Giám mục chính tòa Giáo phận Rajshahi. Lễ tấn phong cho vị giám mục tân cử được cử hành sau đó vào ngày 26 tháng 4 cùng năm, với phần nghi thức chính yếu được cử hành cách trọng thể bởi 3 giáo sĩ cấp cao. Chủ phong cho vị tân chức là Tổng giám mục Adriano Bernardini, Sứ thần Tòa Thánh tại Bangladesh. Hai vị giám mục cọn lại, với vai trò phụ phong gồm có Tổng giám mục Michael Rozario, Tổng giám mục Tổng giáo phận Dhaka và Giám mục Patrick D'Rozario, C.S.C., Giám mục chính tòa Giáo phận Chittagong. Tân giám mục chọn cho mình châm ngôn:Fill our hearts with joy.
Sau gần 10 năm được chọn làm người lãnh đạo tinh thần của Giáo phận Rajshahi, Tòa Thánh quyết định thông báo đã tuyển lựa giám mục Paulinus Costa làm Tổng giám mục chính tòa Tổng giáo phận Dhaka. Quyết định được phía Tòa Thánh cho công bố rộng rãi vào ngày 9 tháng 7 năm 2005.
Sau 6 năm giữ chức danh Tổng giám mục, Tổng giám mục Paulinus Costa xin từ nhiệm vì lý do tuổi tác theo Giáo luật, và được Tòa Thánh chấp thuận vào ngày 22 tháng 10 năm 2011. Ông qua đời sau đó vào ngày 3 tháng 1 năm 2015, thọ 79 tuổi.
Ngoài các chức danh Tòa Thánh bổ nhiệm, Tổng giám mục Costa còn kiêm nhiệm vị trí Chủ tịch Hội đồng Giám mục Bangladesh, từ tháng 8 năm 2005 đến ngày 22 tháng 10 năm 2011.